# Anna Bohdanowiczówna

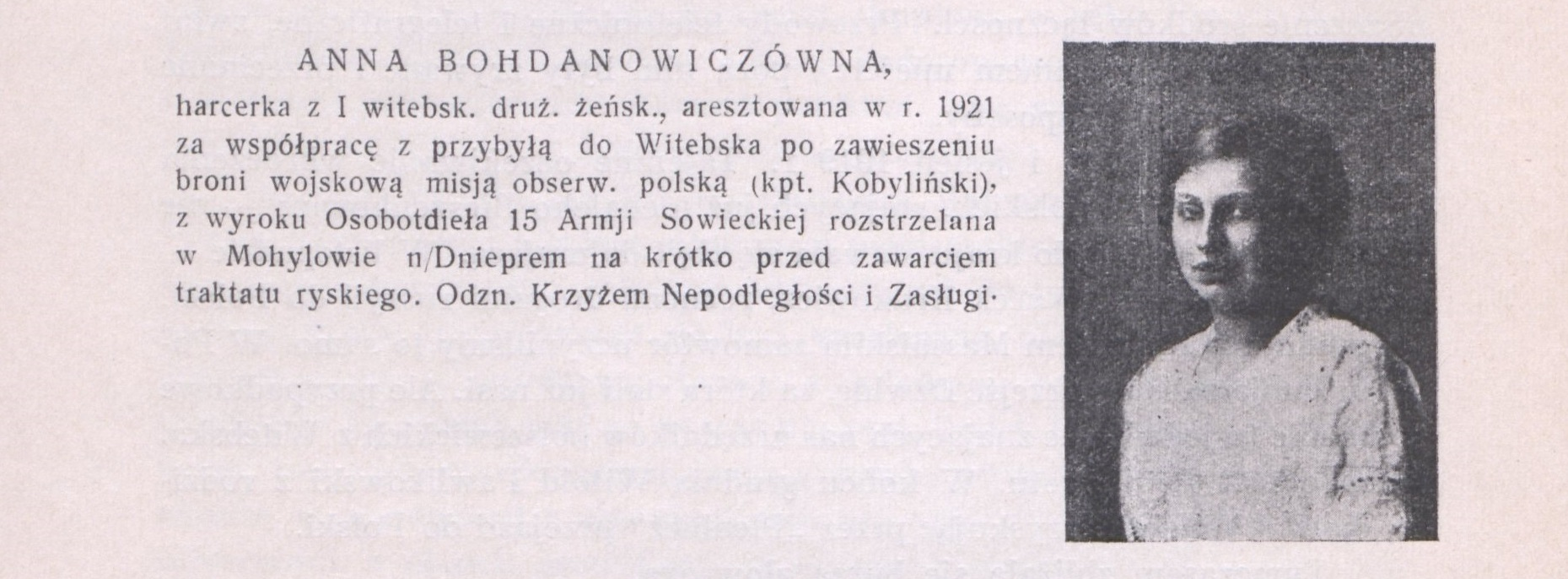
Anna Bohdanowiczówna

Anna Bohdanowiczówna, właściwie Anna Dworzecka - Bohdanowicz (ur. 1900  - zm. 1921 w Mohylewie) – polska działaczka narodowa, harcerka I drużyny żeńskiej w Witebsku.

## Życiorys
Anna Bohdanowiczówna była harcerką I drużyny żeńskiej w Witebsku. Ukończyła kurs instruktorski dla starszych harcerek. Wraz z Michałem Massalskim, Witoldem Pawlikowskim, Izydorem Leśniewskim, Natalią Leśniewską, Eugeniuszem Gulczyńskim i innymi harcerzami brała udział w tworzeniu placówki Polskiej Organizacji Wojskowej w Witebsku. Po zajęciu Witebska przez bolszewików prowadziła konspiracyjną drużynę harcerską. W 1921 roku współpracowała z przybyłą po zawieszeniu broni do Witebska misją obserwacyjną polską, za co została aresztowana przez bolszewików. Z wyroku Osobotdieła 15 Armii Sowieckiej została rozstrzelana w 1921 w Mohylewie.
Odznaczona pośmiertnie Krzyżem Niepodległości i Zasługi. Patronka 9 Warszawskiej Drużyny Harcerskiej.